# شبه جزيرة اللسان
شبه جزيرة اللسان هي أرض صحراويّة منبسطة تقع داخل الأراضي الأردنية شرق البحر الميت. كانت هذه المنطقة في الماضي عبارة عن شبه جزيرة، إلاّ أنه بسبب التغيّرات التي حدثت لمستوى مياه البحر الميت خلال القرن الماضي، أصبحت عبارة عن أرض متّصلة من جانبين وتفصل حاليًا بين حوضيه الشمالي والجنوبي. يحاذيها من الشرق مرتفعات الكرك، ومن الغرب الحدود الدوليّة بين الأردن وفلسطين التاريخيّة حيث الخط الأخضر الذي تم ترسيمه وفقًا لاتفاق الهدنة عام 1949 بعد إنشاء إسرائيل، ومن خلفه مرتفعات مسعدة في النقب.

## تاريخ
يعتقد العلماء والمختّصون بالآثار أن موقع منطقة اللسان في البحر الميت هو نفسه موقع سدوم وعمورة المذكور في الكتب المُقدَّسة للديانات السماويّة. ولقد أُجريت بناءً على ذلك تنقيبات في موقع باب الذراع في منطقة اللسان عام 1965، تلاها إكمال تنقيبات محدودة في عدد من المواقع مثل كهف لوط، ومنطقة اللسان التي كشف فيها عن آثار بيزنطيّة.
لقد كان القرن التاسع عشر أول فترة للاستكشافات بهذه المنطقة، وكان الرحّالة والمستكشف الأيرلندي كرستوفر كوستغان أول مسّاح للبحر الميت، وهو من توصّل إلى أن منطقة البحر الميت هي أدنى نقطة من اليابسة تحت مستوى سطح البحر بانخفاض مقداره 417 متر تحت مستوى سطح البحر، وقد بدأ رحلته الاستكشافية للبحر الميت في 1835. كما قام الضابط البريطاني توماس مولينكس بزيارة البحر الميت عام 1847، فيما قام الضابط الأمريكي وليم فرانسيس لنش بزيارة المنطقة عام 1848.

## صور

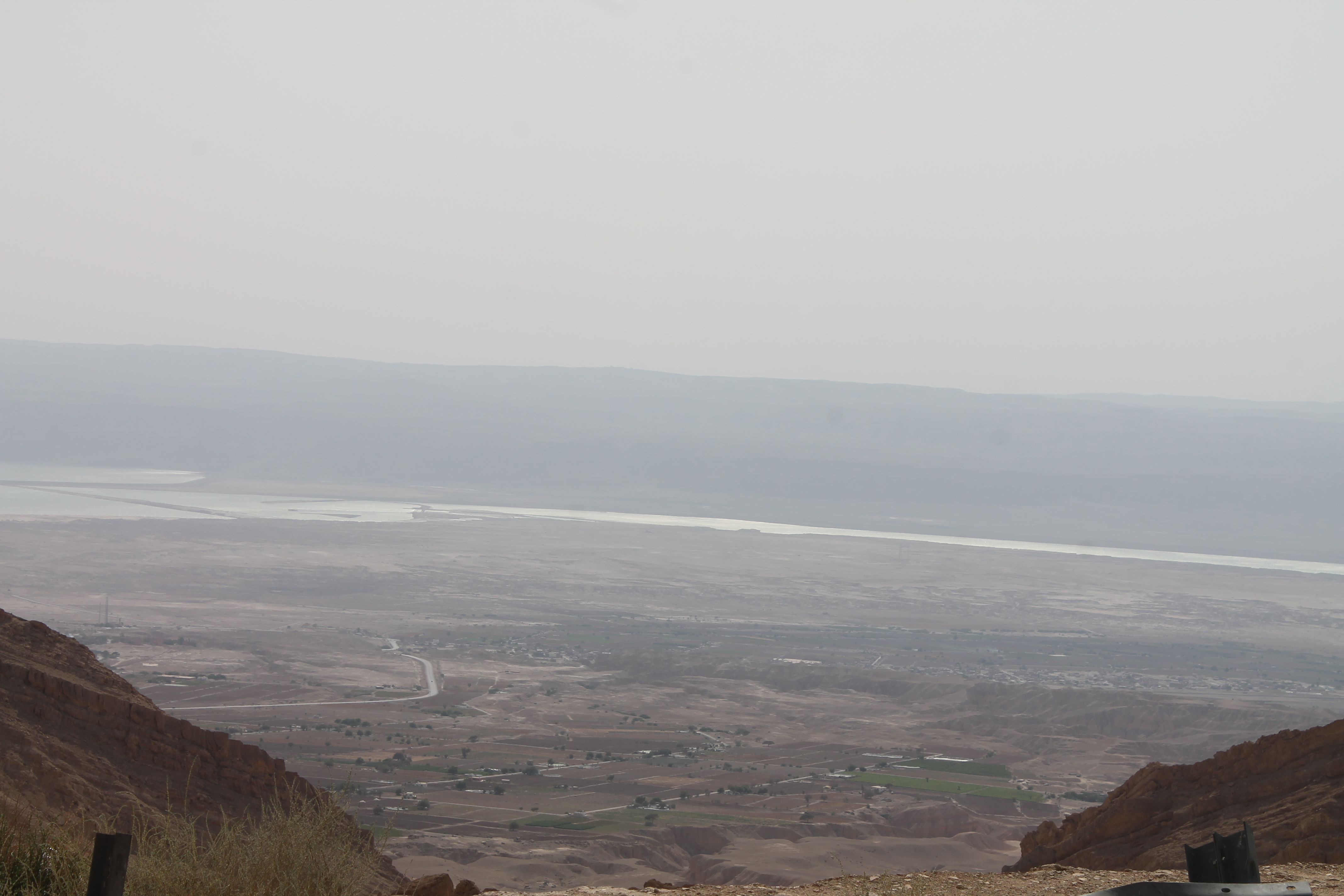
منظر منطقة اللسان من مرتفعات الكرك على الجهة الأردنية باتجاه الغرب.
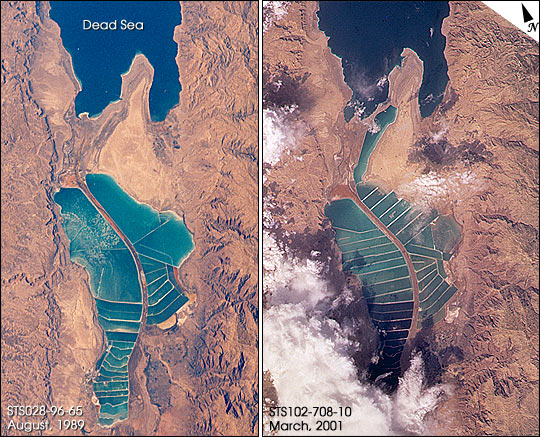
اللسان في 1989 و2001، يفصل الحوضين الشمالي والجنوبي.
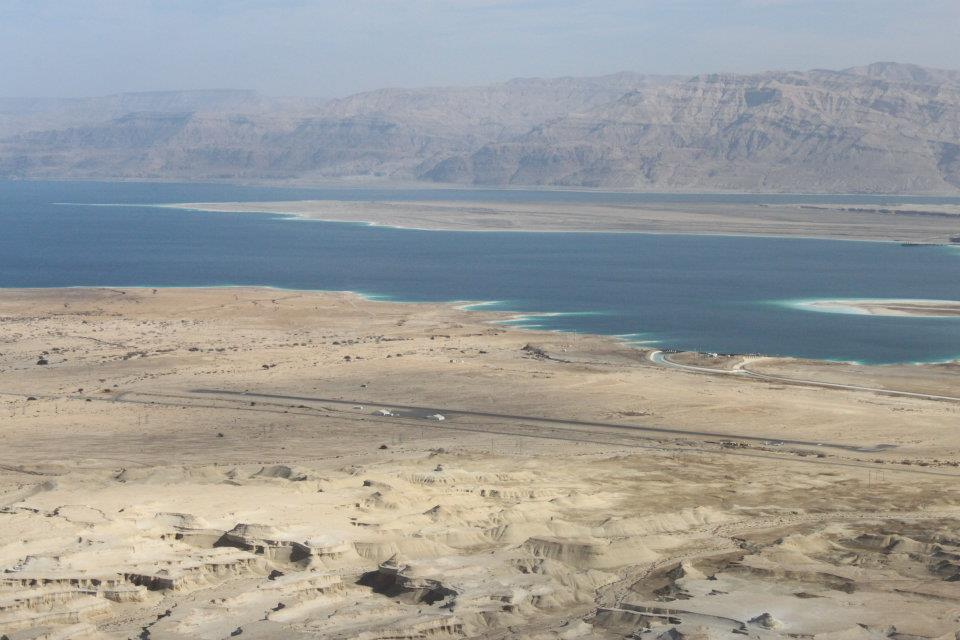
منظر منطقة اللسان من مرتفعات مسعدة في النقب باتجاه الشرق.

## وصلات خارجية
- صورة جوية للسان